# 孫橒
孫橒（？年—？年），湖南澧州人，由貢生，嘉慶十年任順慶府通判。是一位政治人物，明清時曾在四川順慶府岳池縣（位於今四川東北部，武周萬歲通天二年分南充、相如二縣置，是一個千年古縣）擔任官吏。
著有《餘墨偶談》32卷，卷7载有潘孚铭的《红楼百美诗》。